# Go-Tsuchimikado

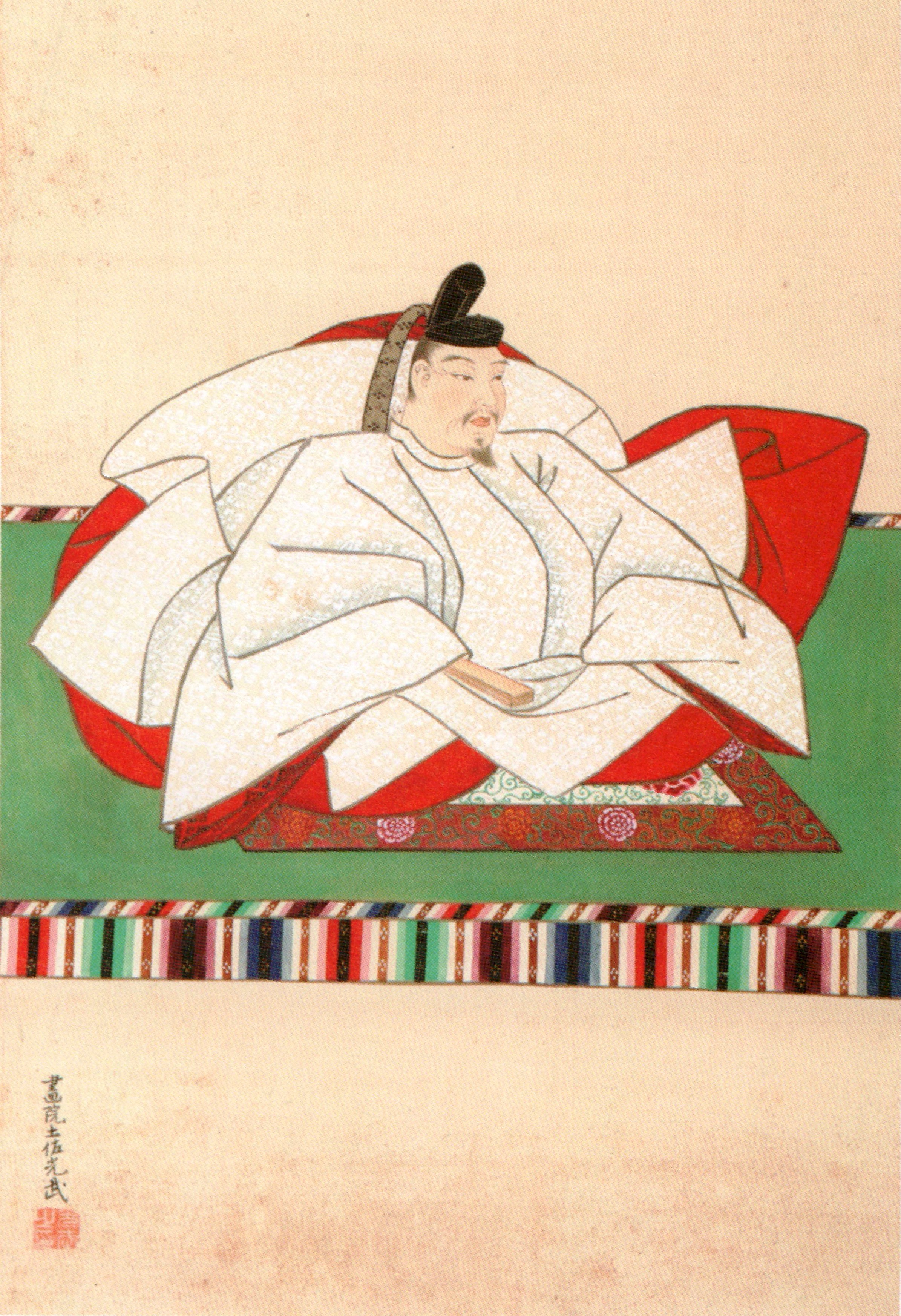
Go-Tsuchimikado

Kaiser Go-Tsuchimikado (jap. 後土御門天皇; * 3. Juli 1442; † 21. Oktober 1500) war der 103. Tennō Japans (21. August 1464–21. Oktober 1500). Sein Eigenname war Fusahito (成仁).
Am Anfang seiner Regierungszeit begann der Ōnin-Krieg, ein Erbfolgestreit in der herrschenden Shogun-Familie Ashikaga, der sich auch auf Kyōto ausdehnte. 1477 war die Hauptstadt ein Trümmerberg und beide Klans hatten keinen Sieg errungen. Japan trat in eine lange Zeit des Unfriedens ein, die Zeit der streitenden Reiche (Sengoku-jidai). Die Kämpfe machten es schwierig, das traditionelle Leben am Hof Kyōtos weiterzuführen. Kaiser Go-Tsuchimikado wollte während seiner Regierungszeit fünfmal von seinem Amt zurücktreten.
Als Go-Tsuchimikado starb, hatte man am kaiserlichen Hof derart große finanzielle Probleme, dass man den Körper des Kaisers mehr als 40 Tage lang am Hof aufbewahren musste, da Geld für die Bestattungszeremonie fehlte. 